# Karl-Heinz King
Karl-Heinz King (* 10. Januar 1929 in Köln; † 22. November 2018) war ein deutscher Balletttänzer, Choreograf und Tanzpädagoge.

## Biografie
Angeregt durch Filme mit dem Revuestar Marika Rökk begann er während des Zweiten Weltkriegs einen Steppkurs. Ohne Wissen der Eltern besuchte er nach 1945 neben der Handelsschule Ballettklassen. Von dort wurde er 1947 von Ballettmeister Arthur Spankel an die Kölner Oper geholt und schon im Herbst des Jahres zum Solisten befördert. 1949 beeindruckte ihn ein Gastspiel des Sadler’s Wells Balletts mit Margot Fonteyn so sehr, dass er mit Unterstützungs seines Freundes, dem Choreografen Peter Roleff für ein Jahr zum Studium an die Saddler's Wells Ballet School in London ging.
Ab 1950 folgten Engagements in Düsseldorf als Solist von Yvonne Georgi und Weiterbildungen in Paris mit Victor Gsovsky und Boris Knjasew. Nach einem Engagement in Bielefeld (zusammen mit Peter Roleff als Choreografen) wurde King am Staatstheater am Gärtnerplatz in München für die Position des ersten Solisten engagiert. Dort tanzte er mit den Partnerinnen Liane Müller und Anna Luise Schubert in zahlreichen Operetten und Musicals.
Im Mai 1956 eröffneten Karl-Heinz King und Peter Roleff gemeinsam die Ballettschule Roleff-King in München. Die Schule war nach dem Krieg eine der ersten privaten Schulen für Ballett in Deutschland mit dem Zertifikat der Bühnengenossenschaft. 1987 übergaben King und Roleff die Ballettschule ihrer Assistentin Ruth Brand-Ludwig, die sie unter dem Namen Ballettakademie Roleff-King weiter leitet.
Nach seiner Zeit als Tänzer und Tanzpädagoge widmete sich Karl-Heinz King dem Sammeln neapolitanischer Krippen. Daraus entstanden 2016 ein Buch mit dem Titel Meine Neapolitanische Krippen-Sammlung und ein Filmbericht für den Bayerischen Rundfunk.

## Werke
- Meine Neapolitanische Krippen-Sammlung. Kunstverlag Josef Fink, Lindenberg im Allgäu 2016, ISBN 978-3-89870-984-2

## Filmografie
- 2016: Wir in Bayern. Bayerisches Fernsehen 16. Dezember 2016

| Personendaten    | Personendaten                                        |
| ---------------- | ---------------------------------------------------- |
| NAME             | King, Karl-Heinz                                     |
| KURZBESCHREIBUNG | deutscher Balletttänzer, Choreograf und Tanzpädagoge |
| GEBURTSDATUM     | 10. Januar 1929                                      |
| GEBURTSORT       | Köln                                                 |
| STERBEDATUM      | 22. November 2018                                    |